# Sheffield (album)
A Sheffield a Scooter hetedik albuma. 2000. július 26-án jelent meg H.P. Baxxter, Rick J. Jordan, Axel Coon és Jens Thele producerek közreműködésével, két kislemezzel („I’m Your Pusher” és a „She’s The Sun”). 2013. június 7-én kétlemezes "20 Years of Hardcore" kiadásban jelentették meg újra. Az albumot Magyarországon Fonogram-díjra jelölték 2001-ben a legjobb külföldi dance album kategóriában. 2022. december 9-én az album megjelent bakeliten is.

## Áttekintés
A "Back To The Heavyweight Jam" albummal a Scooter lefektette az alapokat a "Second Chapter"-ben, mellyel végleg szakítottak a korábbi happy hardcore-rave stílussal, és helyette áttértek a hard trance-techno stílusokra. Lecserélték továbbá a logójukat, és Sheffield Tunes néven saját független kiadót indítottak, a Kontor Records berkein belül, szakítva korábbi kiadójukkal, az Edellel. Mindenki azt várta, hogy mi lesz a folytatás.
2000 elején kijött egy white label bakelitlemez, név nélkül, "The Pusher" címmel. Az egyik brit rádióállomás elkezdte játszani a számot, és nagy sikere volt. Mint később kiderült, ugyanez a rádióállomás nem sugárzott Scooter-számokat, a dalok stílusa miatt. H.P.-ék valójában azért adták ki az "I’m Your Pusher"-t (mert erről a dalról van szó) kétféle remixváltozatban név nélkül, hogy ezzel is teszteljék, mit szólnak zenéjükhöz az őket kritizálók.
Akárhogy is, az I’m Your Pusher nem lett a Scooter kedvenc száma. Noha a rajongók jelentős részének tetszett, az a hivatalos álláspont, hogy a dal rossz, nem váltotta be a hozzá fűzött reményeket, ezért nem játsszák koncerteken. A Sheffield album 2000 közepén jelent meg, de sajnos hamar eltűnt a süllyesztőben. Ennek oka az I’m Your Pusheren túl a második kislemez, a "She's The Sun" is volt, amely csak korlátozott példányszámban jelent meg, ráadásul egy lassú, érzelgős dal volt. A lemez többi száma ráadásul meglehetősen heterogén, nincs egységes koncepciója a daloknak, inkább csak többféle stílus keverékének tűnik. Igaz, külön-külön mindegyik szerzemény zseniálisra sikeredett.
A munkálatok az albumon 2000 februárjának közepén kezdődtek, és az első két hétben már meg is írtak két számot. A munkatempó azonban később lelassult, így a befejezés előtti napokban folyamatosan éjszakába nyúlóan dolgoztak, Rick saját bevallása szerint is rendszeresen délután 2 körül ébredt akkoriban.

## A dalokról
Az album nyitószáma a londoni Big Ben harangjátékát és a szirénákat ötvöző "MC's Missing". Ez vezet át a félig-meddig 3/4-es ütemű, már klasszikusan Scooteresen eltorzított H.P.-hanggal ellátott, skót népzenei motívumokat tartalmazó "Don't Gimme The Funk"-ba. Az első kislemez "I’m Your Pusher" egy energikus, skótdudát mímelő motívumokkal rendelkező német népdal-feldolgozás, közönségénekeltető résszel. A "Where Do We Go" egy instrumentális trance-szerzemény. A "Sex Dwarf" egy régi Soft Cell-szám feldolgozása, gyors tempóban, H.P. provokatív hanghordozásában előadva, kiegészítve Nikk orgazmust imitáló hangjával. Ez fut át a "She’s The Sun"-ba, a második kislemezbe, amely távol-keleti motívumokkal tűzdelt, érzelmes szövegű lassú szám, némiképp H.P. régi kedvenc újhullámos együtteseinek stílusában előadva.
A "Space Cowboy" egy gyors hard trance-szám, monoton H.P.-szöveggel ellátva. A "Never Slow Down" kísértetiesen emlékeztet a Bomfunk MC’s "Freestyler" című számára, electric boogie-s motívumokkal és szövegbetéttel tűzdelt szerzemény. A "Down To The Bone" egy instrumentális techno-szerzemény, amit időnként meg-megszakít egy lassú rész. A "Summer Wine" egy Nancy Sinatra-feldolgozás, egyben duett, némiképp kilóg a sorból, mind stílusában, mind előadásmódjában. A "Dusty Vinyl" egy kemény, tempós instrumentális techno-dal, a lemez végén pedig a "Cubic", mint szomorkás, kicsit trance-es hangzású instrumentális szám zárja a sort.

## Számok listája
| #  | LP # | Cím                  | Szerző                                                                     | Hossz |
| -- | ---- | -------------------- | -------------------------------------------------------------------------- | ----- |
| 1  | A1   | MC's Missing         | H.P. Baxxter, Rick J. Jordan, Axel Coon, Jens Thele                        | 1:12  |
| 2  | A2   | Don’t Gimme The Funk | H.P. Baxxter, Rick J. Jordan, Axel Coon, Jens Thele                        | 4:15  |
| 3  | A3   | I’m Your Pusher      | H.P. Baxxter, Rick J. Jordan, Axel Coon, Jens Thele, Allan Gray, W. Reisch | 4:01  |
| 4  | A4   | Where Do We Go       | H.P. Baxxter, Rick J. Jordan, Axel Coon, Jens Thele                        | 4:07  |
| 5  | A5   | Sex Dwarf            | D. Ball, M. Almond                                                         | 4:18  |
| 6  | A6   | She’s the Sun        | H.P. Baxxter, Rick J. Jordan, Axel Coon, Jens Thele                        | 4:53  |
| 7  | B1   | Space Cowboy         | H.P. Baxxter, Rick J. Jordan, Axel Coon, Jens Thele                        | 5:05  |
| 8  | B2   | Never Slow Down      | H.P. Baxxter, Rick J. Jordan, Axel Coon, Jens Thele                        | 3:56  |
| 9  | B3   | Down To The Bone     | H.P. Baxxter, Rick J. Jordan, Axel Coon, Jens Thele                        | 4:11  |
| 10 | B4   | Summer Wine          | Lee Hazlewood                                                              | 3:58  |
| 11 | B5   | Dusty Vinyl          | H.P. Baxxter, Rick J. Jordan, Axel Coon, Jens Thele                        | 4:53  |
| 12 | B6   | Cubic                | H.P. Baxxter, Rick J. Jordan, Axel Coon, Jens Thele                        | 5:05  |

### Limited Edition
1. I’m Your Pusher (Airscape Mix)
2. The Pusher 1

- Képernyőkímélő
- Speciális neten hozzáférhető tartalom

### 20 Years of Hardcore bónusztartalom
1. I’m Your Pusher (Extended)
2. I’m Your Pusher (P.K.G. Mix)
3. I’m Your Pusher (Airscape Mix)
4. The Pusher 1
5. The Pusher 2
6. Raf & Superdefekt feat. Schorsch Kamerun – Sexzwerg (Ich Schwirre)
7. Firth of Forth
8. She's The Sun (Radio Version)
9. Sunrise (Ratty's Inferno)

## Közreműködtek
- H.P. Baxxter (ének)
- Rick J. Jordan (szintetizátorok, keverés)
- Axel Coon (szintetizátorok, utómunka)
- Nikk (Summer Wine vokál)
- Helge Vogt (gitár)
- Olaf Heine (fényképek)
- Marc Schilkowski (borítóterv)

## Érdekességek
- A „She's The Sun” előadásmódja nagyon hasonlít arra, amit még a Celebrate The Nun együttesben játszottak.
- A "Space Cowboy", mint "Spacecowboy", ugyanebben a változatban megjelent Ratty-számként is, white label bakeliten, a She's The Sun B-oldalával együtt. (Sunrise / Spacecowboy)
- A „Never Slow Down” zeneileg nagyon hasonlít a Bomfunk MC's "Freestyler" című számára, amellyel ráadásul megközelítőleg egy időben is jelent meg.
- A "Cubic" az album sima (nem limitált) változatában, valószínűleg másolásvédelmi okokból, 33 perc hosszú, de ebből csak az első öt percben van zene, a vége néma csend.

## Videóklipek
Az I’m Your Pusher klipje valahol a sivatagban játszódik. Axel Coon felborul az autójával, így nem tud továbbmenni. Szerencséjére H.P és Rick épp arra járnak, és felveszik a stoppost. Hosszas autózás után egy kisvárosba érkeznek, ahol mindenki jól érzi magát, ám a legvégén a klipben többször látott skótdudás ember előrántja a fegyverét, és mindenkit lelő.
A She's The Sun videójában H.P. egy sötét és kihalt városban visz a Földön a kezében egy ájult nőt (aki a Napot szimbolizálja), miközben Rick és Axel már a Földön kívül élő emberiség két befolyásos tagjaként nézik, mi történik a bolygón. H.P. belegázol az óceánba, és beleteszi a vízbe a nőt, minek hatására a bolygó ragyogni kezd, akár a Nap. Érdekesség, hogy a klip forgatása nem ment zökkenőmentesen: H.P. ugyanis nehezen bírta el a kezében a leányzót úgy, hogy közben szövegelnie is kellett és egyenesen néznie.

## Feldolgozások
- MC’s Missing: a londoni Big Ben harangjátéka
- I’m Your Pusher: Ultrabreit – Flieger, Grüss Mir Die Sonne
- Sex Dwarf: Soft Cell – Sex Dwarf
- She’s The Sun: Led Zeppelin – When The Levee Breaks
- Summer Wine: Nancy Sinatra & Lee Hazelwood – Summer Wine

## Helyezések

### Nagylemez
| Ország       | Helyezés   |
| ------------ | ---------- |
| Csehország   | Aranylemez |
| Magyarország | Aranylemez |
| Németország  | 11         |
| Finnország   | 9          |
| Lettország   | 13         |
| Svédország   | 15         |
| Portugália   | 32         |
| Dánia        | 48         |
| Ausztria     | 49         |
| Svájc        | 60         |

### Kislemezek
|                     | Németország | Magyarország | Belgium | Dánia | Moldova | Csehország | Finnország | Észtország | Svédország | Ausztria | Egyesült Királyság | Hollandia | Svájc |
| ------------------- | ----------- | ------------ | ------- | ----- | ------- | ---------- | ---------- | ---------- | ---------- | -------- | ------------------ | --------- | ----- |
| I'm Your Pusher     | 17          | 2            | 13      | 14    | 15      | 17         | 19         | 26         | 27         | 33       | -                  | -         | 74    |
| She's The Sun       | 41          | -            | -       | -     | -       | -          | -          | -          | -          | -        | -                  | -         | -     |
| Sunrise (Here I Am) | 36          | -            | 32      | -     | -       | -          | -          | -          | -          | 61       | 51                 | 50        | -     |